# La Pharmacie Anglaise

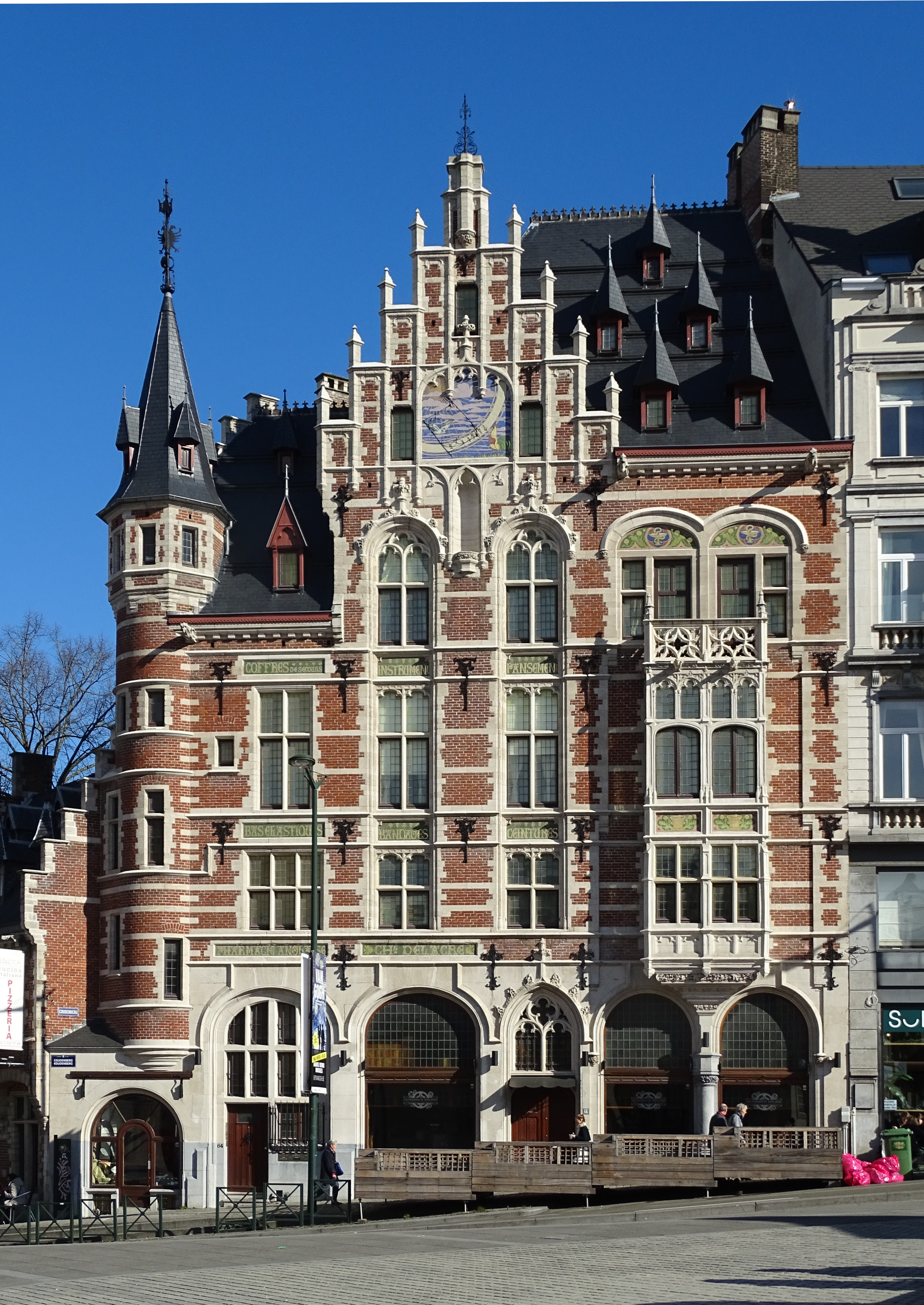
De apotheek op de Coudenberg

De La Pharmacie Anglaise ook Apotheek Delacre genoemd is een gebouw op de Brusselse Koudenberg. Het werd gebouwd in opdracht van de bekende Franse chocoladeproducent Charles Delacre, die in de omgeving reeds een apotheek en een chocoladefabriek geopend had. Het ontwerp dateert uit 1898 en is van de hand van de bekende Brusselse architect Paul Saintenoy, die enkele huizen verderop ook het beroemde art-nouveau gebouw 'Old England' had uitgetekend.

## Ontwerp
Het gebouw is opgetrokken in neogotische stijl. Ook zijn er enkele kenmerken terug te vinden uit de Spaanse stijl. De gevel is versierd met smeedwerk en mozaïeken. Zo zijn er verschillende taferelen op te zien, is er een zonnewijzer en is in vergulde letters 'Pharmacie anglaise Ch. Delacre' te lezen. Dit geeft de apotheek een romantisch, historisch uiterlijk. In de 19de eeuw grepen wel meer kunstenaars en architecten terug naar een romantische voorstelling van de middeleeuwse periode bij het ontwerpen van gebouwen. Een ander bekend voorbeeld hiervan is de Brusselse Hallepoort, die bij zijn restauratie ook een neogotisch uiterlijk kreeg. Door het neogotische uiterlijk sluit de apotheek goed aan bij het aanpalende 'De Clèves-Ravensteinhuis', een gebouw dat dateert uit de 16de eeuw. Het apothekersmeubilair is ontworpen in neo-Vlaamse-renaissancestijl en in de oorspronkelijke staat bewaard.

## Huidige functie
De benedenverdieping van het gebouw huist nu en dan pop-up-bars die zich doorgaans aanpassen aan het historisch interieur. De rest van het gebouw bevat appartementen, die evenwel zijn aangepast aan de modernste noden.